# Kolybelnaya dlya vulkan
"Kolibelnaya dlya vulkana" (alfabeto cirílico Колыбельная для вулкана, tradução portuguesa "Canção de embalar para o vulcão") foi a canção que representou a Rússia no Festival Eurovisão da Canção 1995 que teve lugar em Dublin na Irlanda.
A referida canção foi interpretada em russo por Philipp Kirkorov. Foi a quinta canção a ser interpretada na noite do festival, a seguir à canção norueguesa Nocturne, interpretada pela banda Secret Garden e antes da canção islandesa "Núna", cantada por Bo Halldórsson. Terminou a competição em décimo-sétimo lugar (entre 25 participantes), recebendo um total de 17 pontos.  A Rússia regressaria em 1997 com o tema Primadonna, cantada por Alla Pugacheva .

## Autores
- Letra: Ilya Resnik;
- Música: Ilya Bershadskiy;
- Orquestração: Michael Finberg

## Letra
A canção é uma balada dramática, contendo uma metáfora extensa. Kirkorov dirige-se a um vulcão e pede-lhe para que "volte para o sentido e alegria normais" e para "esquecer que tu tens ameaçado durante séculos", referindo-se ao risco de uma erupção. Também é exigido ao vulcão para "renunciar à guerra", colocando esta canção  na lista de canções na Eurovisão que apelam à paz.